# Piridossina 4-ossidasi
La piridossina 4-ossidasi è un enzima appartenente alla classe delle ossidoreduttasi, che catalizza la seguente reazione:
piridossina + O2 ⇄ piridossale + H2O2
Una flavoproteina. Può usare anche il 2,6-dicloroindofenolo come accettore.